# Goldreich-Goldwasser-Halewi-Signatur
Die Goldreich-Goldwasser-Halevi-Signatur (GGH-Signatur) ist eine digitale Signatur, die 1997 von den Kryptologen Oded Goldreich, Shafrira Goldwasser und Shai Halevi vorgeschlagen wurde.
Sie bildet die Grundlage für das NTRUSign-Signaturverfahren.
Die Sicherheit des Verfahrens basiert auf dem Closest-Vector-Problem (CVP) in einem Gitter. Mit einer öffentlichen, „schlechten“, Basis wird ein Gitter definiert. Die zugrundeliegende Einwegfunktion ordnet einem Punkt im Gitter einen Punkt „in der Nähe“ des Gitters zu. Nur mit Hilfe einer „guten“ Basis (der Falltür) kann zu einem solchen Punkt der zugehörige „nächste“ Punkt im Gitter gefunden werden. Aus dieser Einwegfunktion lässt sich ein Signaturverfahren konstruieren.